# مهرجان لاغوس للمأكولات البحرية
مهرجان لاغوس للمأكولات البحرية هو حدثٌ سنوي يقام في مدينة لاغوس. أقيمت الدورة الأولى للمهرجان في 10 نوفمبر 2012 في فندق "Eko Hotel and Suites". يهدف المهرجان إلى نشر ثقافة المأكولات البحرية، وتنشيط الإنتاج المحلي للأسماك، وتشجيع الاستثمار في المزارع السمكية ومصائد الأسماك. توقف هذا المهرجان في عام 2020.